# Comté de Tillamook
Pour les articles homonymes, voir Tillamook.
Le comté de Tillamook (en anglais : Tillamook County) est un comté situé sur la côte ouest des États-Unis, dans le nord-ouest de l'État de l'Oregon. Son siège est Tillamook. Selon le recensement de 2010, la population du comté s'élève à 25 250 habitants.

## Géographie
Le comté couvre une superficie de 3 452 km2, dont 2 855 km2 de terres.

### Comtés adjacents
- Comté de Clatsop (nord)
- Comté de Washington (nord-est)
- Comté de Yamhill (sud-est)
- Comté de Polk (sud-est)
- Comté de Lincoln (sud)